# Momcsilló Tapavicza
Momcsilló Tapavicza (Nadalj, 14 de outubro de 1872 – Pula, 10 de janeiro de 1949) foi um tenista, halterofilista, lutador e arquiteto húngaro-sérvio.